# Tequesquitlán
Tequesquitlán es una localidad del estado mexicano de Jalisco. Es parte del municipio de Cuautitlán de García Barragán.

## Toponimia
El nombre «Tequesquitlán» proviene de los términos en náhuatl: tequixquitl, tequesquite; tlan, lugar de abundancia. Su significado es «Lugar donde abunda el tequesquite».

## Demografía
| Gráfica de evolución demográfica |
|                                  |

| Censo | Población |
| ----- | --------- |
| 1921  | 686       |
| 1930  | 821       |
| 1940  | 668       |
| 1950  | 1 212     |
| 1960  | 1 874     |
| 1970  | 2 252     |
| 1980  | 2 019     |
| 1990  | 1 974     |
| 2000  | 1 813     |
| 2010  | 1 979     |
| 2020  | 2 083     |